# Džamija Džafer-bega Sijerčića
Džamija Džafer-bega Sijerčića, bivša džamija u Goraždu. Nazvana po begu iz bogate goraždanske veleposjedničke obitelji Sijerčića. Nalazila se u središtu grada u staroj čaršiji. Srušena je za vrijeme bivše Jugoslavije. S džamijom srušena je i stara čaršija s dućanima.